# Gewone toepaja
De gewone toepaja (Tupaia glis) is een klein zoogdier uit de familie van de echte toepaja's (Tupaiidae). De wetenschappelijke naam van het dier is voor het eerst geldig gepubliceerd door Pierre-Médard Diard in 1820. Tot 2013 werden T. discolor, T. ferruginea en T. hypochrysa als ondersoorten van de gewone toepaja gerekend, maar uit onderzoek bleken dat aparte soorten te zijn.

## Beschrijving
De gewone toepaja heeft een rood-bruinachtig lichaam met een bruin-grijsachtige staart en kop, en heeft meestal een witte streep over de schouder lopen. Ook heeft het dier een lange snuit met puntige tanden en een eekhoornachtig uiterlijk. De gewone toepaja wordt van kop tot romp 13-21 cm lang en de staart meet 12-20 cm.

## Leefwijze
Zijn gedrag en manier van voortbewegen is eekhoornachtig. Hij leeft solitair of paarsgewijs in een eigen territorium dat niet met andere toepaja's wordt gedeeld. Het is een alleseter, maar dierlijk voedsel, zoals insecten of zelfs nestvogels, vormt het hoofdbestanddeel van het dagelijks menu. Het is een dagactief dier.

## Voortplanting
Gewone toepajawijfjes kunnen meerdere keren per jaar jongen voortbrengen. Na een draagtijd van ongeveer 47 dagen brengt het wijfje 1 tot 3 jongen ter wereld, die in een nesthol in een boom worden grootgebracht. Na ongeveer 6 weken zijn de jongen zelfstandig.

## Verspreiding
Deze soort toepaja komt voor in Maleisië (Malakka), Thailand, Singapore en de Indonesische eilanden Batam en Bintan.